# Luciano Benetton
Luciano Benetton (ur. 13 maja 1935 w Treviso, we Włoszech) – włoski przedsiębiorca, jeden z założycieli Benetton Group. Funkcję prezesa pełnił od 1978 do 2012 roku.

## Życiorys
Luciano Benetton urodził się w 1935 roku w Treviso, jako najstarszy syn Leone Benettona. W 1949 roku zmarł ojciec Luciano, który musiał w wieku 14 lat porzucić szkołę i pomóc utrzymać rodzinę. Pracował w sklepie odzieżowym ojca. 
W 1952 roku otrzymał od siostry jaskrawożółty sweter, który zainspirował go do założenia własnej linii ubrań. W tym celu sprzedał swój akordeon oraz rower brata, a z zaoszczędzonych pieniędzy zakupił siostrze maszynę dziewiarską. Pierwsze swetry sprzedawał w okolicznych sklepach. Po kilku latach wraz z trojgiem rodzeństwa zainwestowali w pierwszy własny punkt sprzedaży. Wspólnie przez wiele lat rozwijali przedsiębiorstwo odzieżowe Benetton Group, mające filie nie tylko we Włoszech, ale też za granicą.
Luciano pełnił funkcję prezesa od 1978 do 2012 roku. W 2008 roku oddał zarządzanie firmą swojemu synowi (Alessandro), który w 2014 zdecydował się przekazać zarządzanie zewnętrznym menadżerom. Decyzja po kilku latach zdaniem Luciano stała się błędna i postanowił w 2017 roku powrócić do firmy.

### Kariera polityczna
W latach 1992–1994 był senatorem Republiki Włoskiej z ramienia Włoskiej Partii Republikańskiej.

### Życie prywatne
Jest ojcem czwórki dzieci.